# Patroclus nigrocaeruleus
Patroclus nigrocaeruleus är en stekelart som först beskrevs av Cresson 1874.  Patroclus nigrocaeruleus ingår i släktet Patroclus och familjen brokparasitsteklar. Inga underarter finns listade i Catalogue of Life.